# Montagne Sainte-Victoire

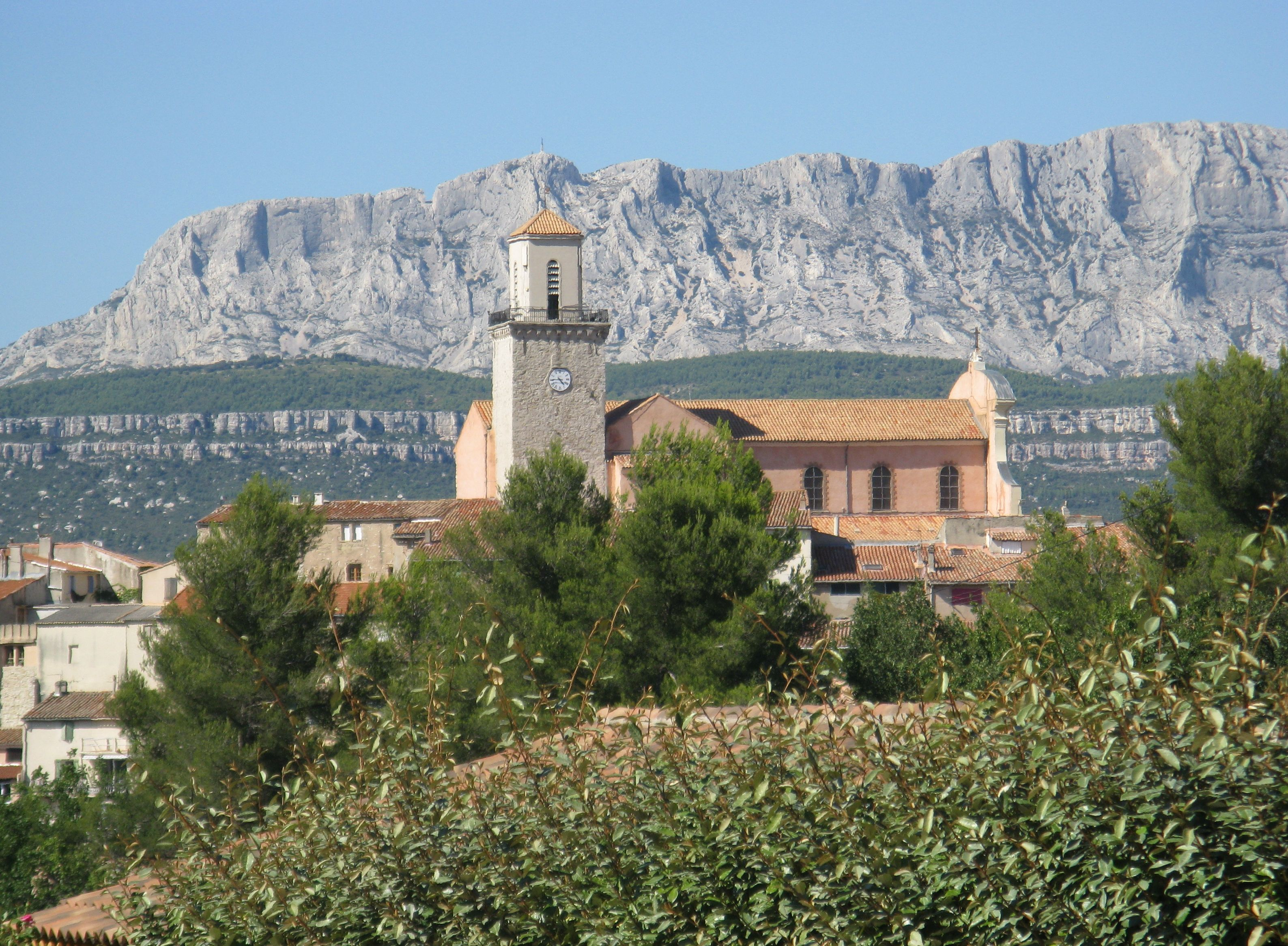
Westlicher Teil der Montagne Sainte-Victoire von Süden gesehen. Davor die Kirche von Fuveau
(genau hinter deren Turm das 19 Meter hohe Bergkreuz Croix de Provence).

Montagne Sainte-Victoire (provenzalisch Mont Venturi, mistralische Schreibweise Mount Ventùri) ist ein Kalksteingebirge im Süden der Provence, das sich von nahe Aix en Provence über 18 Kilometer nach  Osten erstreckt. Seine höchste Erhebung ist mit 1.011 Metern der im östlichen Teil gelegene Pic des Mouches.
Das Gebirge wurde bekannt durch den Maler Paul Cézanne, der es von seinem nah gelegenen Atelier auf dem Hügel Les Lauves im Norden von Aix-en-Provence sehen konnte und es siebenundachtzig Mal malte.

## Geschichte und Tourismus
Ursprünglich als Montagne de la Victoire bezeichnet, hieß das Gebirge bei den Christen im Mittelalter Sainte-Venture. Im 13. Jahrhundert wurde eine Kapelle auf dem Gipfel errichtet. Erst seit dem 17. Jahrhundert erhielt das Gebirge seinen heutigen Namen.
Im Jahr 1989 zerstörte ein Feuer 50 km² der Vegetation auf der Südseite des Berges. Es sind schon viele Koniferen neu angepflanzt worden, doch der alte Zustand, wie er vor dem Feuer war, ist noch nicht erreicht worden. Während des Sommers wird der Zugang zum Berg je nach Wetterlage eingeschränkt oder verboten. Während der Periode des freien Zugangs ist das Sainte-Victoire-Gebirge ein populäres Ziel für Anhänger des Wanderns, Bergsteigens, Paraglidings und, in geringerem Umfang, für
Höhlenwanderer. Etwa 700.000 Wanderer sind jedes Jahr hier unterwegs. Seit 1996 steht die Natur- und Kulturlandschaft der Montagne Sainte-Victoire als gemischte Stätte auf der Vorschlagsliste Frankreichs zum UNESCO-Welterbe.

## Künstler

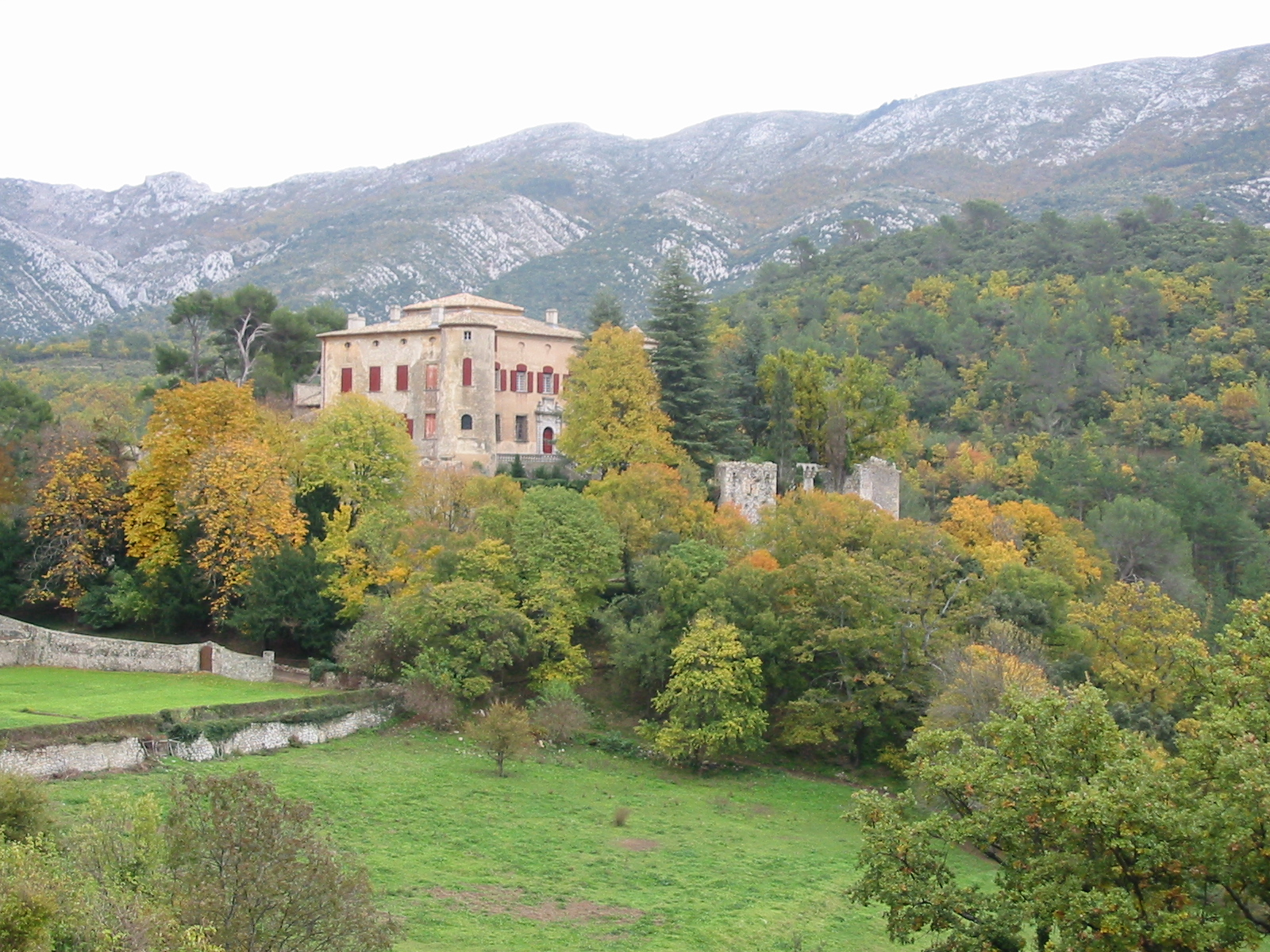
Pablo Picassos Château Vauvenargues, Blick auf den Nordrand der Montagne Sainte-Victoire

Außer für Paul Cézanne ist die Montagne Sainte-Victoire auch eine Quelle der Inspiration für andere Künstler und Schriftsteller gewesen, beispielsweise für:
- den Maler Pierre-Auguste Renoir
- den Maler Pablo Picasso, der 1958 das Château de Vauvenargues, das im gleichnamigen Ort am Nordrand des Gebirges liegt, kaufte und dort ein Studio zwischen 1959 und 1962 benutzte. Nachdem er 1973 gestorben war, wurde er im Park beigesetzt.
- den Maler Wassily Kandinsky
- den Schriftsteller Peter Handke mit Die Lehre der Sainte-Victoire (1980)
- den Schriftsteller Guy Gavriel Kay mit Ysabel (2007)